# 히로하시 노리코

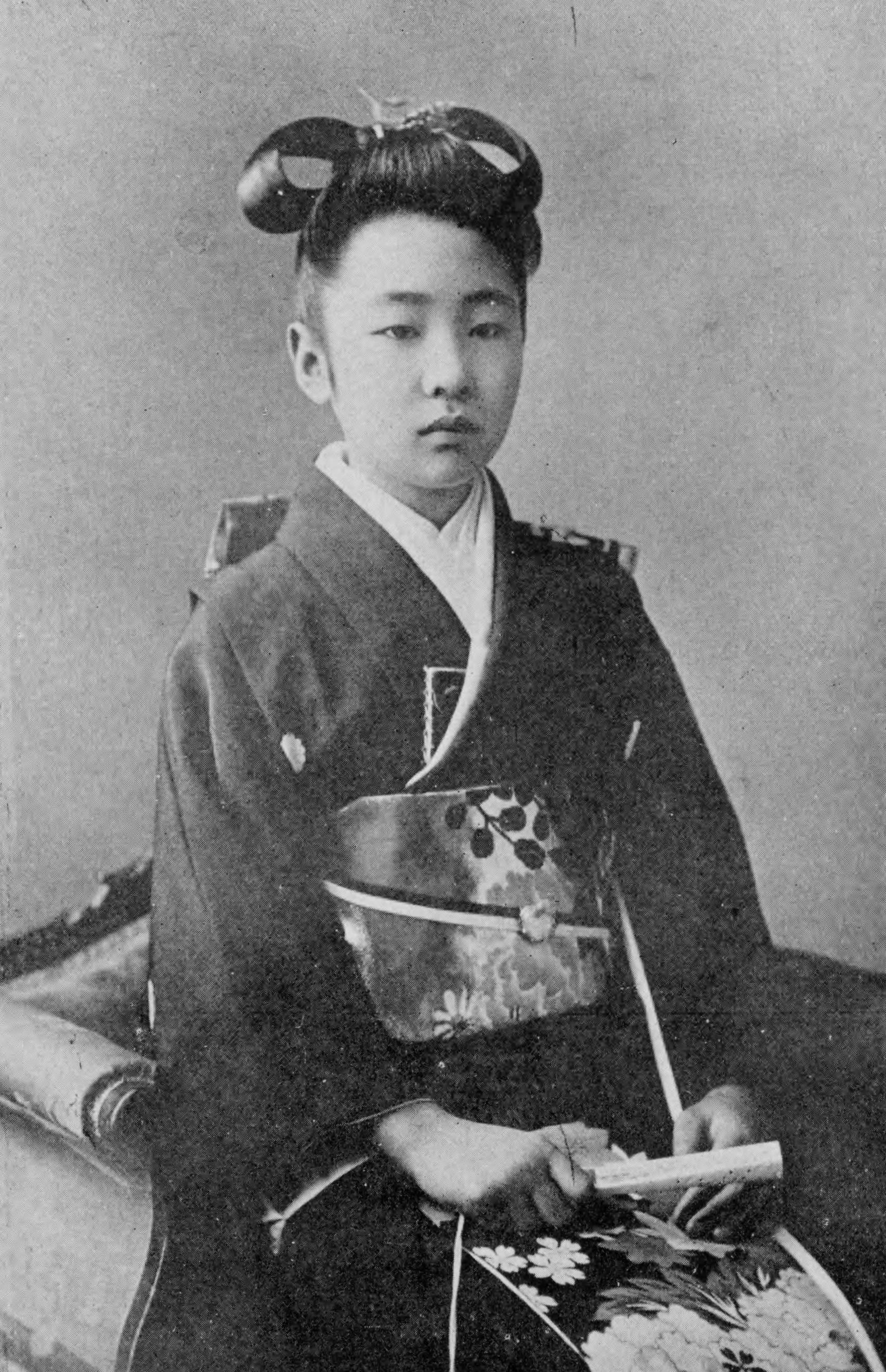
나시모토미야 노리코 여왕(1922년경)

히로하시 노리코(広橋規子, 1907년 4월 27일 ~ 1985년 8월 25일)는 일본의 구황족이다. 나시모토노미야 모리마사 왕의 제2여왕(차녀)이며 히로하시 다다미쓰 백작의 부인이며, 대한제국의 황태자 영친왕의 비 이방자의 친동생이다. 고준 황후의 사촌 동생. 신적강하 이전의 이름은 노리코 여왕(規子女王)이다.